# Ayşe Dittanova
Ayşe Dittanova sau Dittan (n. 27 februarie 1918, Ialta, gubernia Taurida, Imperiul Rus – d. 15 noiembrie 2015, New York City, New York, SUA) a fost o actriță din Crimeea, care a avut un rol important în renașterea teatrului tătar crimeean. A fost Artistă Emerită a Ucrainei (1993).

## Tinerețe
Ayşe Dittanova s-a născut la 27 februarie 1918 în fostul sat Dereköy – în prezent parte a orașului Ialta. În 1933, a absolvit Școala (tehnicum) de teatru din Simferopol, după care a început să lucreze în trupa Teatrului de Dramaturgie Tătar Crimeean⁠(d).

## Carieră
În 1937 au început represiunile împotriva tătarilor crimeeni din URSS, care au afectat-o și pe Dittanova, cumnații săi fiind acuzați de „trădare” și executați. Totuși, Dittanova nu a părăsit teatrul, deși i se acordau doar roluri episodice. Rolul jucat în piesa Fântâna din Bahcisarai (bazată pe poemul omonim⁠(d) al lui Pușkin) este considerat cel mai semnificativ din cariera actriței.
În 1938, Dittanova s-a căsătorit cu Mecit Asanov, coleg de la Teatrul Tătar din Crimeea; împreună au crescut două fiice și un fiu.
Când a început cel de-al Doilea Război Mondial, Dittanova împreună cu alți actori organizau spectacole pentru soldații din Crimeea, dar în 1944 ea a fost deportată la Leninabad, Tadjikistan. Între 1946 și 1951, și-a continuat cariera de actriță în Teatrul Dramatic Rus din Leninabad. Din cauza politicii totalitare a URSS, Dittanova, ca și alți actori de origine tătară crimeeană, nu avea voie să se manifeste plenar în artă.
În 1989, Dittanova s-a întors în Crimeea și a început imediat să depună eforturi pentru a restabili Teatrul Tătar Crimeean. Odată cu redeschiderea acestuia în 1990, a lucrat acolo până în 1996.
În 1993, Dittanova a fost distinsă cu titlul onorific de Artist Emerit al Ucrainei⁠(d) pentru contribuția semnificativă la dezvoltarea culturii. Din 1996 a locuit la New York. Ea a vizitat în mod repetat Crimeea și în 2010 a participat la o întâlnire de creație la Biblioteca Tătără Crimeeană din Simferopol.
În 2014, ea a ținut un discurs la ceremonia dedicată comemorării a 70 de ani de la deportarea tătarilor crimeeni, care a avut loc la sediul ONU din New York.
Ayşe Dittanova a decedat la 15 noiembrie 2015 la New York.